# Aromobates mayorgai
Espèce
Synonymes
- Colostethus mayorgai Rivero, 1980 "1978"
- Nephelobates mayorgai (Rivero, 1978)

Statut de conservation UICN

 EN B1ab(iii)+2ab(iii) : En danger
Aromobates mayorgai est une espèce d'amphibiens de la famille des Aromobatidae.

## Répartition
Cette espèce est endémique de l'État de Mérida au Venezuela. Elle se rencontre de 793 à 2 400 m d'altitude dans la cordillère de Mérida.

## Étymologie
Cette espèce est nommée en l'honneur de Horacio Mayorga.

## Publication originale
- Rivero, 1980 "1978" : Notas sobre los anfibios de Venezuela 3. Nuevos Colostethus de los Andes Venezolanos. Memoria de la Sociedad de Ciencias Naturales La Salle, vol. 38, no 109, p. 95-111.